# Esmée Denters
Esmée Denters (Arnhem, 28 september 1988) is een Nederlandse zangeres. Zij werd ontdekt door haar zelfgeplaatste zangfilmpjes op de website YouTube.

## Levensloop

### Begin
Denters woonde tot haar vijftiende in Westervoort (nabij Arnhem) en verhuisde daarna met haar moeder en zus naar Oosterbeek. Zij volgde de havo in Arnhem.
De HBO-opleiding Maatschappelijk Werk en Dienstverlening in Nijmegen heeft ze onderbroken.

### Bekendheid door YouTube
Op 25 augustus 2006 maakte Denters een kanaal aan op de videowebsite YouTube. Op die website plaatste zij meerdere filmpjes van zichzelf waarop ze liedjes zong, veelal covers van andere popsterren, maar ook enkele van haarzelf. Verschillende mensen reageerden vol lof over haar zangprestaties en verschillende platenmaatschappijen meldden zich bij haar in het begin van 2007. Denters koos uiteindelijk voor een contract bij Tennman Records, het label van Justin Timberlake. Denters is ongeveer tien dagen in Amerika geweest om liedjes op te nemen. Ook zong ze een lied in dat was geschreven door Kelly Rowland van Destiny's Child.

## Carrière
Denters werkte onder andere samen met producer Billy Mann van A&M Records. Later verscheen er een video waarin Denters samen zong met Natasha Bedingfield.
Ze stond in het voorprogramma van Timberlake op 16 juni 2007 in de Amsterdam ArenA, haar eerste officiële optreden. Daarna reisde ze met de tournee van Timberlake mee en trad ze op in Noorwegen, Denemarken en tweemaal in Zweden.
Op 6 november 2007 was Denters te gast in The Oprah Winfrey Show. Diezelfde dag bracht zij haar eerste single genaamd Crazy Place uit.
In november 2008 bracht ze een tweede nummer uit: Follow My Lead, een duet met Timberlake. Ze trad met dit nummer op tijdens het YouTubeLive concert.

### Outta Here
In april 2009 drong Outta Here, de eerste single van Denters' debuutalbum, door op diverse websites. Het nummer werd geproduceerd door Polow da Don & Justin Timberlake en een bijhorende clip werd opgenomen in de Verenigde Staten. De single kwam uit op 6 april 2009. Het nummer piekte in Nederland op plaats drie, in Nieuw-Zeeland op plaats twaalf en in Vlaanderen op plaats zesentwintig. In augustus 2009 kwam het nummer binnen op plaats zeven in de Engelse hitlijsten en op plaats eenentwintig in Ierland.
In een interview met Radio 538 vertelde ze dat haar album ook Outta Here was getiteld. Op 22 mei kwam het album uit. Op 4 september kwam Denters' tweede single uit, genaamd Admit It. Op 28 december zou Admit It in het Verenigd Koninkrijk uitkomen.
In het najaar van 2009 had ze met de Amerikaanse pop/rockband Honor Society door Amerika en Canada getoerd ter promotie van haar single en gelijknamige album Outta Here. Daarna toerde ze onder andere met de Britse hiphopgroep NDubz door het Verenigd Koninkrijk ter promotie van haar tweede single Admit It, die daar eind december zou uitkomen.
Op 31 december trad ze tijdens de Nationale Nieuwsjaarnacht in Rotterdam op en beantwoordde daarna kort een paar vragen. Denters zei onder andere dat haar nieuwe single begin 2010 uit zou komen in Nederland. Love Dealer werd de derde single van haar album Outta here.

### Samenwerkingsprojecten
Eind 2009 nam Esmée Denters een single op met de Britse rapper Chipmunk. Dit nummer kwam ook op het album I Am Chipmunk van Chipmunk.
In 2010 zong Denters mee op een single van de Duitse band Stanfour, Life Without You. Op 2 mei was Esmée Denters in New York om de videoclip voor Life Without You alsnog op te nemen. De clip kwam op 24 mei 2010 officieel uit.

### The Voice
Denters verhuisde in 2011 naar Londen voor het schrijven en opnemen van haar tweede album. De datum van verschijnen werd echter uitgesteld en zelfs de door haar aangekondigde leadsingle City Lights werd niet gelanceerd. Haar label Tennman Records stopte de samenwerking, en haar muzikale carrière kwam in een dal terecht. Ze werkte hierna in een Londense frozen-yoghurtwinkel, om in haar onderhoud te voorzien.
In april 2013 bracht Denters de ep From Holland To Hillside uit. Het betreft een samenwerking met de band The New Velvet. Uit deze ep kwamen drie singles voort; Hey Lady, Crawl en Lucky.
Op 24 januari 2015 deed Denters mee aan het vierde seizoen van het Britse tv-programma The Voice UK. Tijdens de Blind Auditions draaiden alle vier de juryleden zich om, waarmee ze aangaven Denters wel te willen coachen tijdens de volgende ronde. Ze koos voor het team van will.i.am. Onder diens hoede kwam ze ook de tweede ronde (The Battle) door. In de derde ronde, vlak voor de liveshows, werd ze uitgeschakeld.
Hierna poogde Denters om via crowdfunding een nieuw album op te gaan nemen. Dit mislukte want ze haalde slechts 47% van het benodigde bedrag op.
Denters lanceerde in oktober 2017 de ep These Days uit, dit maal in samenwerking met Shaun Reynolds. Het nummer Motivation werd als single uitgebracht. Het nummer behaalde de 98e positie in de Finse iTunes Charts.

## Muziekprijzen en nominaties
| Jaar | Prijs     | Categorie                                            | Resultaat   |
| ---- | --------- | ---------------------------------------------------- | ----------- |
| 2009 | TMF Award | Beste Vrouwelijke Artiest                            | Gewonnen    |
| 2009 | TMF Award | Superchart Award                                     | Gewonnen    |
| 2009 | MTV Award | Best Dutch/Belgian act                               | Gewonnen    |
| 2009 | MTV Award | Best European act                                    | Genomineerd |
| 2009 | TMF Award | Best New International Artist                        | Genomineerd |
| 2010 | EBBA      | Meest succesvolle Europese artiest buiten eigen land | Gewonnen    |
| 2010 | TMF Award | Beste Vrouwelijke Artiest                            | Gewonnen    |
| 2010 | TMF Award | Beste Video (Admit it)                               | Genomineerd |

## Tournees
2007
- Justin Timberlake - FutureSex/LoveShow (openingsact, Europa)

2009
- Enrique Iglesias - Greatest Hits (openingsact, Europa)
- Ne-Yo - Year of the Gentleman (openingsact, Europa)
- Honor Society - Fashionably Late (openingsact, Amerika/Canada)
- N-Dubz Christmas Party (openingsact, UK)

2010
- Stanfour - Rise & Fall (openingsact, Duitsland)
- Outta Here - Esmée Denters (openingsact, London)

## Discografie

### Albums
| Album met eventuele hitnotering(en) in de Nederlandse Album Top 100 | Datum van verschijnen | Datum van binnenkomst | Hoogste positie | Aantal weken | Opmerkingen |
| ------------------------------------------------------------------- | --------------------- | --------------------- | --------------- | ------------ | ----------- |
| Outta here                                                          | 2009                  | 2009                  | 5               | 18           |             |
| Screaming Out Loud                                                  | 2011                  |                       |                 |              |             |

| Album met hitnotering(en) in de Vlaamse Ultratop 200 albums | Datum van verschijnen | Datum van binnenkomst | Hoogste positie | Aantal weken | Opmerkingen |
| ----------------------------------------------------------- | --------------------- | --------------------- | --------------- | ------------ | ----------- |
| Outta here                                                  | 2009                  | 2009                  | 55              | 7            |             |

### Singles
| Single met eventuele hitnotering(en) in de Nederlandse Top 40 | Datum van verschijnen | Datum van binnenkomst | Hoogste positie | Aantal weken | Opmerkingen                                         |
| ------------------------------------------------------------- | --------------------- | --------------------- | --------------- | ------------ | --------------------------------------------------- |
| Outta here                                                    | 2009                  | 2009                  | 3               | 16           | nr. 2 in de Single Top 100 / Alarmschijf            |
| Admit it                                                      | 2009                  | 2009                  | 28              | 6            | nr. 53 in de Single Top 100                         |
| Love dealer                                                   | 2010                  | 2010                  | 12              | 11           | met Justin Timberlake / Nr. 32 in de Single Top 100 |
| Dance 4 life (Now dance)                                      | 2012                  | -                     | tip 19          | -            | met Erik Arbores                                    |
| Koningslied                                                   | 2013                  | 2013                  | 2               | 4            | met verschillende artiesten                         |

| Single met hitnotering(en) in de Vlaamse Ultratop 50 | Datum van verschijnen | Datum van binnenkomst | Hoogste positie | Aantal weken | Opmerkingen                 |
| ---------------------------------------------------- | --------------------- | --------------------- | --------------- | ------------ | --------------------------- |
| Outta here                                           | 2009                  | 2009                  | 26              | 10           | nr. 11 in de Radio 2 Top 30 |
| Love dealer                                          | 2010                  | -                     | tip3            | -            | met Justin Timberlake       |
| Koningslied                                          | 2013                  | 2013                  | 41              | 1            | met verschillende artiesten |